# Janet Gaynor
Janet Gaynor nascida Laura Augusta Gaynor (Filadélfia, 6 de outubro de 1906 — Palm Springs, 14 de setembro de 1984), foi uma atriz americana.
Ela começou sua carreira como figurante em curtas-metragens e filmes mudos. Depois de assinar com a Fox Film Corporation (mais tarde, a 20th Century-Fox) em 1926, ela alcançou a fama e se tornou uma das maiores atrações de bilheteria da época. Em 1929, foi a primeira vencedora do Oscar de melhor atriz por suas atuações em três filmes: 7th Heaven (1927), Aurora (1927) e O Anjo das Ruas (1928). Esta foi a única ocasião em que uma atriz ganhou um Oscar por vários papéis no cinema. O sucesso da carreira de Gaynor continuou na era do cinema sonoro, alcançando notável sucesso na versão original de A Star Is Born (1937), pelo qual recebeu uma segunda indicação ao Oscar de melhor atriz.
Depois de se aposentar do cinema em 1939, Gaynor casou-se com o figurinista Adrian, com quem teve um filho. Ela voltou brevemente a atuar na década de 1950 e mais tarde se tornou uma pintora talentosa. Em 1980, fez sua estreia na Broadway na adaptação para o teatro do filme Ensina-Me a Viver de 1971 e apareceu na produção teatral de On Golden Pond em 1982. No mesmo ano, ela sofreu um grave acidente automobilístico, seu médico, Bart Apfelbaum, atribuiu sua morte em 1984 ao acidente de carro e afirmou que Gaynor "nunca se recuperou" de seus ferimentos.

## Primeiros Anos
Nascida Laura Augusta Gainor em Filadélfia, Pensilvânia, mudou-se com sua família para São Francisco durante a infância. Quando se formou no colégio, em 1923, Gaynor decidiu perseguir a carreira no mundo artístico. Ela se mudou para Los Angeles, onde se sustentava trabalhando em uma loja de calçados, recebendo 18 dólares por semana (2009: 230 dólares).
Ela conseguiu posar e faturar pequenos papéis em vários filmes e curtas de comédia por dois anos. Finalmente, em 1926, na idade de 20 anos, ela foi escalada para um papel principal em The Johnstown Flood de 1926. No mesmo ano ela foi selecionada como uma das Baby WAMPAS Estrelas (com Joan Crawford, Dolores del Río entre outros). Seu excelente desempenho lhe valeu a atenção dos produtores, que lhe lançaram em uma série de filmes.

## Carreira
Janet Gaynor estreou no cinema como figurante em 1924, mas se tornou uma das estrelas mais populares do cinema mudo a partir de 1927 quando estrelou 7th Heaven.
Foi a primeira atriz a receber o Óscar de Melhor Atriz (principal), em 1928, pelos filmes 7th Heaven e Sunrise. A partir daí, sua carreira se consolidou e Janet apareceu em quase quarenta filmes, todos realizados pela Fox.

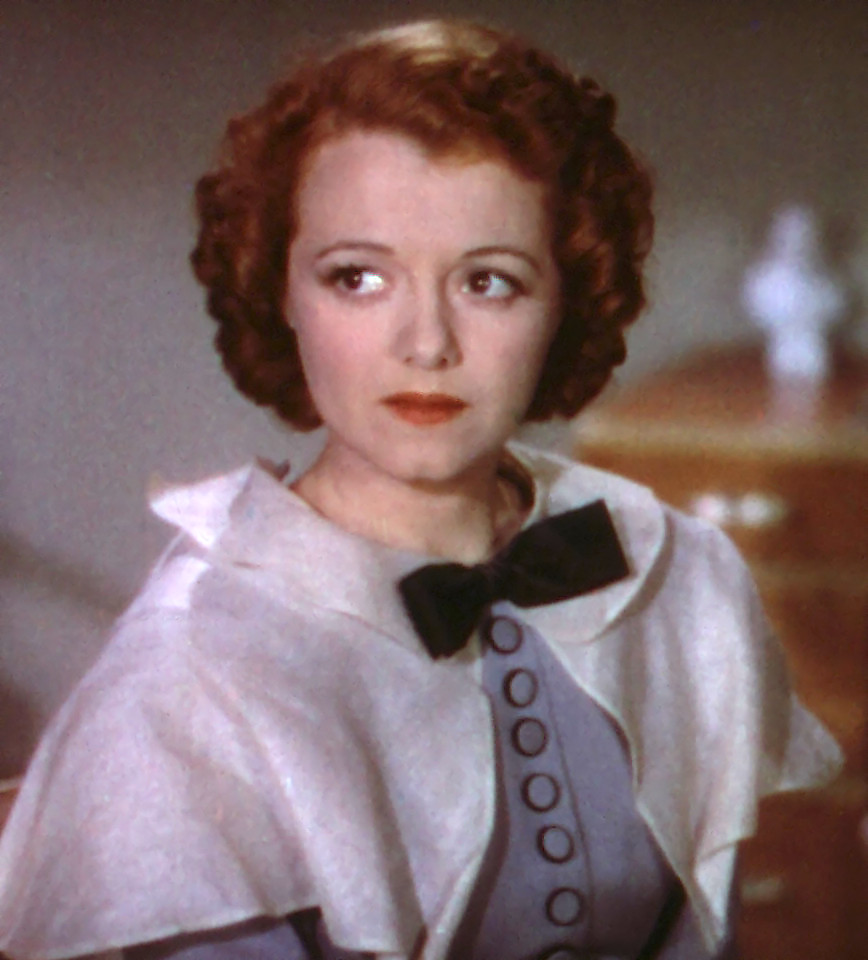
Janet Gaynor em A Star is Born (1937)

Em 1937, estrelou com Fredric March a primeira versão de A Star Is Born, filme que já teve três refilmagens: 1954, com Judy Garland e James Mason; 1976, com Barbra Streisand e Kris Kristofferson; e 2018, com Lady Gaga e Bradley Cooper. Em 1939, insatisfeita com os papéis que lhe eram oferecidos, Janet abandonou o cinema e, na década de 1950, comprou uma fazenda em Anápolis, interior de Goiás com o marido. No final da década de 1960, vendeu seu imóvel no Brasil e voltou a morar na Califórnia.

## Últimos anos
Dois anos antes de morrer, aos 77 anos, vítima de pneumonia, Janet sofreu um grave acidente automobilístico no qual teve onze costelas quebradas, uma clavícula fraturada, fratura pélvica, bexiga ferida e um rim danificado. O motorista bêbado da van, Robert Cato, foi condenado a três anos de prisão por dirigir embriagado e por homicídio culposo.
Ela foi enterrada no Hollywood Forever Cemetery, em Hollywood, Califórnia, ao lado de seu segundo marido, Adrian, mas em sua lapide se lê "Janet Gaynor Gregory" em homenagem ao seu terceiro marido, o produtor e diretor Paul Gregory. Sua estrela na Calçada da Fama pode ser encontrada na 6284 Hollywood Blvd.

## Prêmios e indicações
- Oscar
  - Melhor atriz (principal) por 7th Heaven (1929)
  - Indicada Melhor Atriz por A Star Is Born (1937) (1938)

## Filmografia

### Cinema

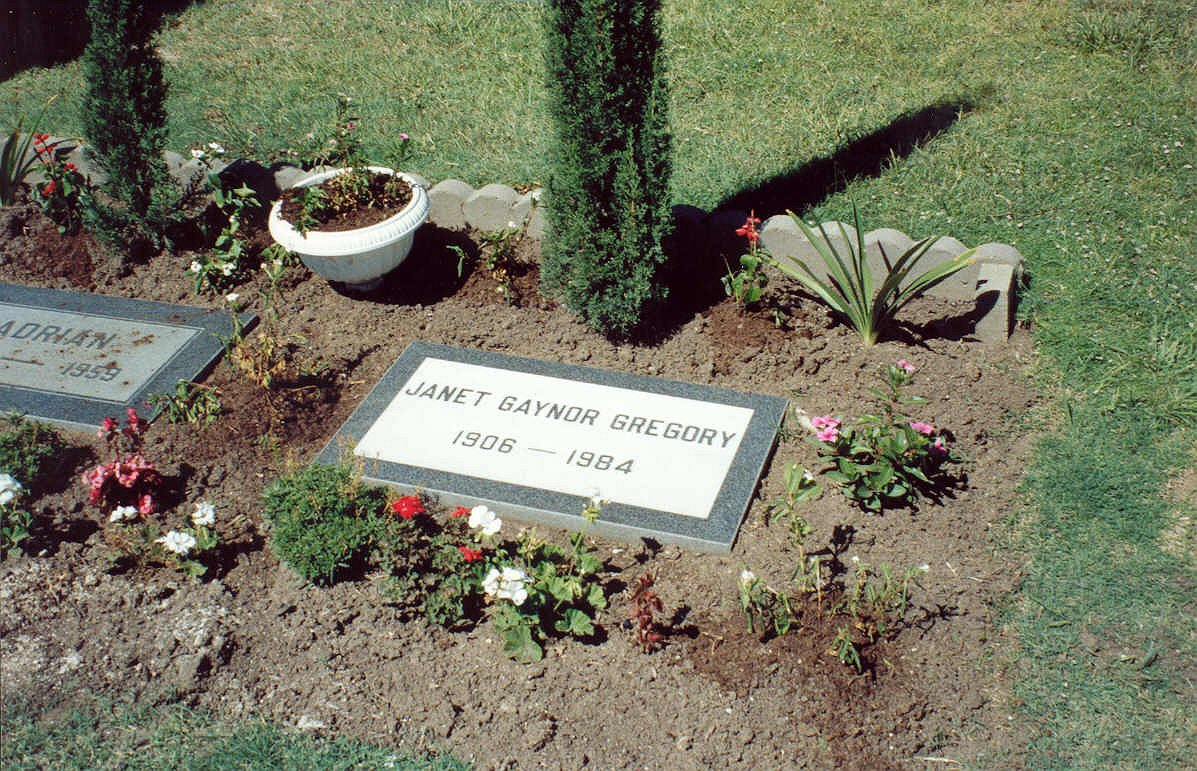
O túmulo de Janet Gaynor no Hollywood Forever Cemetery.

| Filme                                | Personagem                                 |
| ------------------------------------ | ------------------------------------------ |
| The Johnstown Flood (1926)           | Anna Burger                                |
| The Shamrock Handicap (1926)         | Lady Sheila O'Hara                         |
| The Blue Eagle (1926)                | Rose Kelly                                 |
| The Midnight Kiss (1926)             | Mildred Hastings                           |
| The Return of Peter Grimm (1926)     | Catherine                                  |
| 7th Heaven (1927)                    | Diane                                      |
| Two Girls Wanted (1927)              | Marianna Wright                            |
| Sunrise: A Song of Two Humans (1927) | The Wife (Indre)                           |
| Street Angel (1928)                  | Angela                                     |
| 4 Devils (1928)                      | Marion                                     |
| Lucky Star (1929)                    | Mary Tucker                                |
| Christina (1929)                     | Christina                                  |
| Sunny Side Up (1929)                 | Molly Carr                                 |
| High Society Blues (1930)            | Eleanor Divine                             |
| The Man Who Came Back (1931)         | Angie Randolph                             |
| Daddy Long Legs (1931)               | Judy Abbott                                |
| Merely Mary Ann (1931)               | Mary Ann                                   |
| Delicious (1931)                     | Heather Gordon                             |
| The First Year (1932)                | Grace Livingston                           |
| Tess of the Storm Country (1932)     | Tess Howland                               |
| State Fair (1933)                    | Margy Frake                                |
| Adorable (1933)                      | Princess Marie Christine, aka Mitzi        |
| Paddy the Next Best Thing (1933)     | Paddy Adair                                |
| Carolina (1934)                      | Joanna Tate                                |
| Change of Heart (1934)               | Catherine Furness                          |
| Servants' Entrance (1934)            | Hedda Nilsson aka Helga Brand              |
| One More Spring (1935)               | Elizabeth Cheney                           |
| The Farmer Takes a Wife              | Molly Larkins                              |
| Small Town Girl (1936)               | Katherine 'Kay' Brannan                    |
| Ladies in Love (1936)                | Martha Kerenye                             |
| A Star Is Born (1937) (1937)         | Esther Victoria Blodgett, aka Vicki Lester |
| Three Loves Has Nancy (1938)         | Nancy Briggs                               |
| The Young in Heart (1938)            | George-Anne Carleton                       |
| Bernardine (1957)                    | Mrs. Ruth Wilson                           |

### Televisão

#### 1950
| Filme                                  | Personagem                        |
| -------------------------------------- | --------------------------------- |
| "Medallion Theatre" (1953-1954)        | (Um episódio, 1953)               |
| "Lux Video Theatre" (1950-1959)        | Eleanor (um episódio, 1954)       |
| "General Electric Theatre" (1953-1962) | Martha Allen (um episódio, 1959)  |
| "The Love Boat" (1977-1986)            | Violet Hooper (um episódio, 1981) |